# 韦斯特法利亚
韦斯特法利亚是巴西南大河州的一个市镇。总面积63.702平方公里，总人口2716人，人口密度42.6人/平方公里。